# 98-я стрелковая дивизия (1-го формирования)

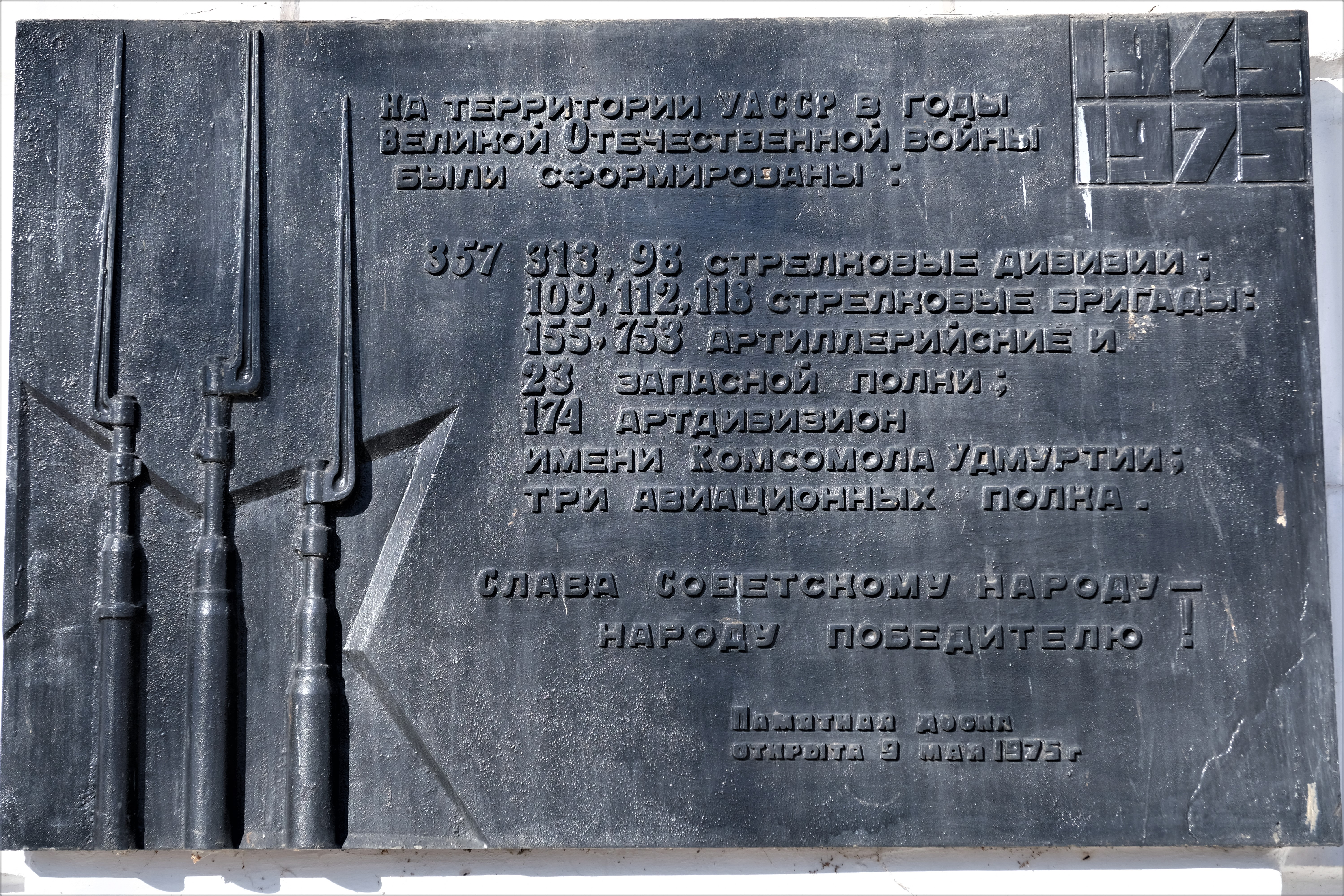
Памятная доска на здании Ижевского арсенала о сформировани 98 сд.

98-я стрелковая дивизия (1-го формирования) (98 сд) — общевойсковое соединение (стрелковая дивизия) РККА ВС Союза ССР, принимавшее участие в Великой Отечественной войне.
Период вхождения в состав Действующей армии: 2 июля — 26 сентября 1941 года.

## История
Дивизия была сформирована в январе 1939 году в Уральском военном округе на базе 253-го стрелкового полка 85-й стрелковой дивизии. Штаб-квартира дивизии стрелков Уфа.
Позже в соответствии с ведомостью дислокации частей УрВО (согласно Директиве Наркома Обороны Союза ССР № 4/2/48608) представленной начальнику Генштаба ВС Союза ССР от Военного совета УрВО № ш41/00485, от 19 августа 1939 года, сообщено что произошло дальнейшее развёртывание уже на базе 166-го стрелкового полка, дислоцировавшегося в Башкирской АССР в городе Белебей. Окончательно развёртывалась в Удмуртской АССР, что было вызвано желанием правительства Удмуртской АССР иметь войсковые части на своей территории, наличием жилищного фонда на её территории и отсутствием такового в Башкирской АССР. Приписной состав 166 сп, расположенный в западных и северо-западных районах Башкирской АССР, сохранялся за 98 сд. Управление, 4 и 166 сп дислоцировались в Сарапуле; 308 сп — в Можге; 153 ап, 157 оиптд и 285 озад — в Глазове; 155 гап, 108 обс, 84 сапб и 76 рб — в Воткинске; все остальные в Ижевске. В данной ведомости указывалось что размещение рядового и младшего начальствующего состава формирований будет произведено в основном на ординарных, двухъярусных нарах и частично на койках. Указаны недостатки выразившиеся в затруднения с размещением конского состава, так как большинство формирований конюшнями не было обеспечено. Указывалось что потребуется расширение, а в некоторых гарнизонах строительство новых кухонных очагов. Квартирами командный и начальствующий состав в 1939 году будет обеспечен в среднем на 50 % из расчёта по одной комнате в 15 — 20 метров на командира с его семьёй.
В начале июня 1941 года на базе управления и частей УрВО была сформирована 22-я армия в составе 51-го и 62-го стрелковых корпусов. 98-я стрелковая дивизия вошла в состав 51-го стрелкового корпуса.

Было проведено отмобилизование приписников, завершившееся 6 июня.
10 июня дивизия начала грузиться в воинские поезда для отправки на запад Союза. 20 июня разгрузилась в Западном Особом военном округе на ж/д станции Дретунь (северо-восточнее Полоцка) и через пять дней развернулась на фронте Дрисса — Дисна.
В августе после шести недель боёв формирование, в связи с большими потерями личного состава, было сведено в 98-й сводный стрелковый полк, оперативно подчинённый 170-й стрелковой дивизии. В ходе нового наступления немцев 98 сд попала в окружение. 1 сентября 1941 года командир дивизии М. Ф. Гаврилов пропал без вести. Позднее остатки личного состава и вооружения 98 ссп были переданы в 179-ю и 186-ю стрелковые дивизии.
Расформирована 26 (1) сентября 1941 года. Боевое знамя дивизии сохранилось и позже было доставлено в Москву бывшими военнослужащими дивизии — партизанами Смоленщины, под этим знаменем была сформирована новая 98-я стрелковая, которая участвовала в боях под Ленинградом. Ввиду уничтожения архива формирования командованием 22-й армии, в 1942 году, в УАССР был направлен представитель для уточнения потерь личного состава 98 сд.

## Состав
- управление
- 4-й стрелковый полк
- 166-й стрелковый полк
- 308-й стрелковый полк
- 153-й артиллерийский полк
- 155-й гаубичный артиллерийский полк
- 157-й отдельный истребительно-противотанковый дивизион
- 285-й отдельный зенитный артиллерийский дивизион
- 76-й разведывательный батальон
- 84-й отдельный сапёрный батальон
- 108-й отдельный батальон связи
- 50-й медико-санитарный батальон
- 60-я отдельная автотранспортная рота
- 785-я (480-я) полевая почтовая станция
- 229-я полевая касса Госбанка[6]

## Подчинение
| На дату    | Фронт            | Армия      | Корпус                 |
| ---------- | ---------------- | ---------- | ---------------------- |
| 22.06.1941 | Резерв Ставки ГК | 22-я армия | 51-й стрелковый корпус |
| 01.07.1941 | Резерв Ставки ГК | 22-я армия | 51-й стрелковый корпус |
| 10.07.1941 | Западный фронт   | 22-я армия | 51-й стрелковый корпус |
| 01.08.1941 | Западный фронт   | 22-я армия | 51-й стрелковый корпус |
| 01.09.1941 | Западный фронт   | 22-я армия | 51-й стрелковый корпус |

## Командиры
| ФИО                            | Звание        | Период                      |
| ------------------------------ | ------------- | --------------------------- |
| Соловьёв                       |               | 1939                        |
| Бирюков, Николай Иванович      | полковник     | 03.1939 — 19.08.1939        |
| Антюфеев, Иван Михайлович      | полковник     | ноябрь 1939 — ноябрь 1940   |
| Марков, Аким Маркович          | генерал-майор | ноябрь 1940 — март 1941     |
| Гаврилов, Михаил Филиппович    | генерал-майор | 14 марта 1941 — 6 июля 1941 |
| врид Евсюков, Михаил Семёнович | полковник     | 6 июля 1941 — ?? июль 1941  |